# سیارک ۷۰۱۷
سیارک ۷۰۱۷ (به انگلیسی: 7017 Uradowan، نامگذاری:1992CE2) هفت هزار و هفدهمین سیارک کشف شده‌است که در ۱ فوریه ۱۹۹۲ کشف شد.
قدر مطلق سیارک برابر ۱۴٫۱۰ است.